# Шилтерлык
Шилтерлык (устар. Шил-Тарлык) — река в России, протекает в Республике Башкортостан, Миякинский район. Устье реки находится в 32 км по левому берегу реки Мияки. Длина реки составляет 14 км.
Начинается в лесной местности к востоку от хутора Никольское, является временным водотоком. Впадает в Мияки у д. 2-е Миякибашево. Высота устья — 200,8 м над уровнем моря.
Возле истока — нефтедобыча

## Данные водного реестра
По данным государственного водного реестра России относится к Камскому бассейновому округу, водохозяйственный участок реки — Дёма от истока до водомерного поста у деревни Бочкарёва, речной подбассейн реки — Белая. Речной бассейн реки — Кама.
Код объекта в государственном водном реестре — 10010201312111100024755.